# محمدآصف سلطانزاده
محمدآصف سلطان‌زاده (زاده سال ۱۳۴۳، کابل) نویسنده معاصر اهل افغانستان است. داستان‌های کوتاه او تاکنون سه بار برنده جایزهٔ گلشیری شده‌است. او در سال ۱۳۸۰ به دانمارک مهاجرت کرد. او برنده جایزه ادبی کپنهاگن نیز شده‌است.

## زندگی‌نامه
محمد آصف سلطانزاده در سال ۱۳۴۳، در کابل به دنیا آمد. در دانشگاه زادگاهش داروسازی خواند. آغاز جوانی او همزمان بود با اوج حملات شوروی به کشورش. درسال ۱۳۶۴، زمانی که دانشجویی ۲۰ ساله بود، بعد از دوبار دستگیری به همراه برادرش از افغانستان گریخت. ابتدا به پاکستان و سپس به ایران وارد شد و در نهایت ۱۷ سال در ایران زندگی کرد. آصف سلطانزاده که از تحصیل بازمانده بود و دلتنگ وطن و دل‌نگران خانواده‌اش در کابل بود شروع به نوشتن کرد.  دوره فیلمسازی دید و مدتی فیلمنامه و نمایشنامه می‌نوشت، در خیاط‌خانه‌ها کارگری می‌کرد و در جلسات داستان خوانی رضا براهنی شرکت می‌کرد.  با حضور در محفل هوشنگ گلشیری داستان‌نویسی را جدی گرفت. اولین مجموعه داستان او، به نام در گریز گم می‌شویم در سال ۱۳۷۹ در ایران منتشر و در اولین دوره جایزه ادبی گلشیری در بخش بهترین مجموعه داستان، برگزیده شد. این کتاب اندکی بعد به زبان فرانسوی ترجمه و منتشر شد و تاکنون به زبان‌های دانمارکی،  فنلاندی، سوئدی، نروژی و عربی نیز ترجمه شده‌است.  یک سال بعد از انتشار این مجموعه، طرحی برای بازگشت افاغنه به کشورشان در ایران اجرا شد و در نتیجه این طرح سلطانزاده دیگر نمی‌توانست  به عنوان «پناهنده افغان» در ایران بماند، به ناچار راهی دانمارک شد و دومین کتابش به نام نوروز فقط در کابل زیباست را در دانمارک نوشت و در ایران منتشر کرد. داستان کوتاه هم‌نام با مجموعه برندهٔ جایزه ادبی هوشنگ گلشیری در بخش تک‌داستان شد. مجموعه داستان عسگر گریز سلطانزاده، سومین جایزه گلشیری را برای نویسنده‌اش به ارمغان آورد.
سلطانزاده در آثارش به مسئلهء هویت و رنج و درد مهاجران می‌پردازد. شخصیت‌های داستان‌های سلطانزاده اغلب در کشوری بیگانه احساس «دیگری» بودن می‌کنند و همین حس غریبگی آنها را دچار بحران چندگانگی هویت می‌کند. عدم قطعیت، پایان‌های چندگانه، دور تسلسل، ساخت فراداستان، مرگ مولف و درآمیختن خواب و بیداری، رویا و واقعیت از جمله المان‌هایی‌ست  که در داستان‌های آصف سلطانزاده دیده می‌شود. 

## کتابشناسی

### مجموعه داستان‌ها
- در گریز گم می‌شویم، انتشارات آگاه، ۱۳۷۹
- نوروز فقط در کابل باصفاست، نشر مرکز، ۱۳۸۲
- اینک دانمارک، انتشارات نیلوفر، ۱۳۸۳
- عسگر گریز، نشر آگه، ۱۳۸۵
- تویی که سرزمینت اینجا نیست، نشر آگه، ۱۳۸۶

### رمان‌ها
- دوزخ عدن (۲ جلد)
- سِفر خروج، کپنهاگ: دیار کتاب، ۱۳۸۹ (۲۰۱۰)
- سینماگر شهر نقره، کابل: تاک (۱۳۹۱)
- دریغا ملا عمر، کپنهاگ: بیتا بوک، ۱۳۹۲ (۲۰۱۳)
- گاوهای برنزی، نشر چشمه، ۱۳۹۵
- زمین زهری، نشر نی، ۱۳۹۹
- سایه های دارالخلافه، کپنهاگ، بیتا بوک (2022)
- شام آخر افغانی، کابل، انتشارات امیری (2023)
- محاکمه، نشر نی، (2024)

## جوایز
- مجموعه داستان در گریز گم می‌شویم برنده جایزه هوشنگ گلشیری دوره اول ۱۳۸۰
- تک داستان برگزیده نوروز فقط در کابل باصفاست (از مجموعه نوروز فقط در کابل باصفاست) برنده جایزه هوشنگ گلشیری دوره چهارم ۱۳۸۳
- مجموعه داستان عسگر گریز برنده جایزه هوشنگ گلشیری دوره هفتم ۱۳۸۶

## ترجمه آثار
- داستان دوتایی پشه از مجموعه داستان در گریز گم می‌شویم توسط ایرانشناس و مترجم لهستانی ایوُنا نُویسکا (Ivonna Nowicka) به زبان لهستانی ترجمه و تحت عنوان Dwójka trefl در فصلنامه شرق‌شناسی لهستانی Przegląd Orientalistyczny به چاپ رسیده‌است.[۹]
- مجموعه داستان در گریز گم می شویم تا اکنون به زبان های انگلیسی، فرانسوی، ایتالیایی، دانمارکی، چکی، عربی و کردی ترجمه و چاپ شده است.
- مجموعه داستان عسکر گریز به زبان دانمارکی هم ترجمه و چاپ شده است.
- رمان دریغا ملاعمر  توسط غسان حمدان به زبان عربی ترجمه و چاپ شده است.
- رمان سینماگر شهر نقره توسط غسان حمدان به عربی ترجمه و چاپ شده است.